# Zeasuctobelba quinquenodosa
Zeasuctobelba quinquenodosa är en kvalsterart som beskrevs av Hammer 1966. Zeasuctobelba quinquenodosa ingår i släktet Zeasuctobelba och familjen Suctobelbidae. Inga underarter finns listade i Catalogue of Life.